# Euodynerus pratensis
Euodynerus pratensis (лат.) — вид одиночных ос из семейства Vespidae.

## Распространение
Встречаются в Северной Америке: Канада (Онтарио), США, Мексика.

## Описание
Длина переднего крыла самок 10,5—12 мм, а у самцов — 8,5—11,5 мм. Окраска тела в основном рыжевато-желтая с чёрными отметинами. Гнёзда строят в древесине и в ветвях Sambucus. Для кормления своих личинок добывают в качестве провизии гусениц бабочек.